# Grand Prix Formule 1 van Frankrijk 1977
De Grand Prix Formule 1 van Frankrijk 1977 werd gehouden op 3 juli 1977 in Dijon.

## Uitslag
| Positie | Nummer | Rijder             | Team               | Ronden | Tijd/Opgave      | Startplaats | Punten |
| ------- | ------ | ------------------ | ------------------ | ------ | ---------------- | ----------- | ------ |
| 1       | 5      | Mario Andretti     | Lotus-Ford         | 80     | 1:39:40.13       | 1           | 9      |
| 2       | 7      | John Watson        | Brabham-Alfa Romeo | 80     | 1.55             | 4           | 6      |
| 3       | 1      | James Hunt         | McLaren-Ford       | 80     | 33.87            | 2           | 4      |
| 4       | 6      | Gunnar Nilsson     | Lotus-Ford         | 80     | + 1:11.08        | 3           | 3      |
| 5       | 11     | Niki Lauda         | Ferrari            | 80     | + 1:14.15        | 9           | 2      |
| 6       | 12     | Carlos Reutemann   | Ferrari            | 79     | + 1 Ronde        | 6           | 1      |
| 7       | 22     | Clay Regazzoni     | Ensign-Ford        | 79     | + 1 Ronde        | 16          |        |
| 8       | 26     | Jacques Laffite    | Ligier-Matra       | 78     | + 2 Ronden       | 5           |        |
| 9       | 2      | Jochen Mass        | McLaren-Ford       | 78     | + 2 Ronden       | 7           |        |
| 10      | 24     | Rupert Keegan      | Hesketh-Ford       | 78     | + 2 Ronden       | 14          |        |
| 11      | 28     | Emerson Fittipaldi | Fittipaldi-Ford    | 77     | + 3 Ronden       | 22          |        |
| 12      | 3      | Ronnie Peterson    | Tyrrell-Ford       | 77     | + 3 Ronden       | 17          |        |
| 13      | 19     | Vittorio Brambilla | Surtees-Ford       | 77     | + 3 Ronden       | 11          |        |
| NC      | 10     | Ian Scheckter      | March-Ford         | 69     | Niet geklasseerd | 20          |        |
| NF      | 20     | Jody Scheckter     | Wolf-Ford          | 66     | Ongeluk          | 8           |        |
| NF      | 8      | Hans Joachim Stuck | Brabham-Alfa Romeo | 64     | Ongeluk          | 13          |        |
| NF      | 17     | Alan Jones         | Shadow-Ford        | 60     | Transmissie      | 10          |        |
| NF      | 37     | Arturo Merzario    | March-Ford         | 27     | Versnellingsbak  | 18          |        |
| NF      | 4      | Patrick Depailler  | Tyrrell-Ford       | 21     | Ongeluk          | 12          |        |
| NF      | 16     | Riccardo Patrese   | Shadow-Ford        | 6      | Motor            | 15          |        |
| NF      | 31     | David Purley       | LEC-Ford           | 5      | Ongeluk          | 21          |        |
| NF      | 34     | Jean-Pierre Jarier | Penske-Ford        | 4      | Ongeluk          | 19          |        |
| NQ      | 9      | Alex Ribeiro       | March-Ford         |        |                  |             |        |
| NQ      | 27     | Patrick Neve       | March-Ford         |        |                  |             |        |
| NQ      | 30     | Brett Lunger       | McLaren-Ford       |        |                  |             |        |
| NQ      | 25     | Harald Ertl        | Hesketh-Ford       |        |                  |             |        |
| NQ      | 18     | Larry Perkins      | Surtees-Ford       |        |                  |             |        |
| NQ      | 39     | Héctor Rebaque     | Hesketh-Ford       |        |                  |             |        |
| NQ      | 18     | Patrick Tambay     | Surtees-Ford       |        |                  |             |        |
| NQ      | 35     | Conny Andersson    | BRM                |        |                  |             |        |

## Statistieken
| Pole-position | Mario Andretti | Lotus-Ford | 1:12.21 |
| Snelste ronde | Mario Andretti | Lotus-Ford | 1:13.75 |

## Noot
- Dit was het debuut van de Franse coureur Patrick Tambay (toekomstig Grand Prix-winnaar).
- Vijfde snelste ronde en vijfde Grand Prix-winst voor Mario Andretti.

1906 · 1907 · 1908 · 1912 · 1913 · 1914 · 1921 · 1922 · 1923 · 1924 · 1925 · 1926 · 1927 · 1928 · 1929 · 1930 · 1931 · 1932 · 1933 · 1934 · 1935 · 1936 · 1937 · 1938 · 1939 · 1947 · 1948 · 1949 · 1950 · 1951 · 1952 · 1953 · 1954 · 1956 · 1957 · 1958 · 1959 · 1960 · 1961 · 1962 · 1963 · 1964 · 1965 · 1966 · 1967 · 1968 · 1969 · 1970 · 1971 · 1972 · 1973 · 1974 · 1975 · 1976 · 1977 · 1978 · 1979 · 1980 · 1981 · 1982 · 1983 · 1984 · 1985 · 1986 · 1987 · 1988 · 1989 · 1990 · 1991 · 1992 · 1993 · 1994 · 1995 · 1996 · 1997 · 1998 · 1999 · 2000 · 2001 · 2002 · 2003 · 2004 · 2005 · 2006 · 2007 · 2008 · 2018 · 2019 · 2021 · 2022